# Sphaeriodesmus mexicanus
Sphaeriodesmus mexicanus är en mångfotingart som först beskrevs av Henri Saussure 1859.  Sphaeriodesmus mexicanus ingår i släktet Sphaeriodesmus och familjen Sphaeriodesmidae. Inga underarter finns listade i Catalogue of Life.